# Gutenbrunn
Gutenbrunn är en ort och kommun  i Österrike. Den ligger i distriktet Zwettl i förbundslandet Niederösterreich, 100 kilometer väster om huvudstaden Wien. 
Kommunen består av två orter (Ortschaften) (inom parentes invånarantal 1 januari 2024):
- Gutenbrunn (428)
- Ulrichschlag (77)